# Quota (informàtica)
Anomenem quota de disc al límit definit per un administrador de sistemes que restringeix certs aspectes de la utilització d'un sistema de fitxers en sistemes operatius moderns. La raó d'utilitzar quotes de disc és per permetre la utilització de l'espai d'emmagatzematge de forma raonable.

## Tipus de quotes
Hi ha dos tipus bàsics de quotes de disc. El primer, conegut com a quota d'ús o quota de bloc, limita la quantitat d'espai de disc que es pot utilitzar. El segon, conegut com a quota de fitxer o quota d'inodes, limita el nombre de fitxers i directoris que es poden crear.
A més a més, els administradors normalment defineixen un nivell d'avís, o quota tova, on els s'informa els usuaris que s'estan apropant al seu límit, que és menys del límit real, o quota dura. També hi pot haver un interval de gràcia petit, el qual permet als usuaris superar temporalment les seves quotes en certa manera, si és necessari.

## Quotes
Les quotes de disc s'implementen de forma típica a nivell d'usuari o de grup. Així, un administrador de sistemes defineix una quota de disc específica per a un usuari o grup d'usuaris.
En fer això, un administrador pot impedir que un usuari consumeixi els recursos d'un sistema de fitxers sencer, ocupant-ne l'espai, o pot crear un sistema amb accés per nivells, on els usuaris puguin tenir diversos nivells de restriccions. Això s'utilitza, per exemple, en empreses d'allotjament web, a fi de definir diversos nivells de servei en funció de la necessitat i tarifa contractada de cada client.

Quan se supera una quota tova, el sistema sol enviar a l'usuari (i de vegades també a l'administrador) alguna classe de missatge. No se sol fer cap altra acció.
Alguns sistemes impedeixen operacions d'escriptura a disc que puguin superar les quotes dures en acabar, mentre d'altres esperen fins que la quota ha estat realment superada abans de denegar les peticions d'escriptura.
La majoria de sistemes operatius moderns implementen quotes de disc incloent-hi els derivats de Unix, com l'AIX (que utilitza el sistema de fitxers JFS o JFS2), Linux (que utilitza ext3, ext4, ext2 i xfs (suport integrat) entre d'altres), Solaris (que utilitza UFS o ZFS), Windows des de la seva versió Windows 2000, Novell NetWare, VMS i d'altres. La forma d'administrar per quotes de disc varia entre cadascun d'aquests sistemes operatius. Els derivats de Unix proporcionen una ordre anomenada quota, que serveix tant per a administrar com per monitorar. Hi sol haver aplicacions gràfiques que utilitzen l'ordre per sota. Aquests sistemes solen tenir un període de gràcia en què els usuaris poden superar la seva quota durant un temps breu. Windows 2000 i les versions més noves utilitzen la pestanya "Quota" del diàleg de propietats del disc. Altres sistemes proporcionen les seves utilitats d'administració de quota pròpies.

## Utilitats de quota de disc comunes al Unix
- Quota - mostra la quota i utilització de disc del sistema de fitxers'arxiu d'un usuari.
- edquota - Edita les quotes d'usuari per al sistema de fitxers.
- setquota - Defineix quotes de disc per al sistema de fitxers.
- repquota - Resum de les quotes de disc per sistema de fitxers.
- quotacheck - Revisa la consistència de les quotes del sistema de fitxers.
- quotaon - Activa i desactiva les quotes del sistema de fitxers.
- /Etc/fstab (Linux) o /etc/vfstab (Solaris) - llista els paràmetres predeterminats de cada sistema de fitxers, inclòs l'estat de les quotes.